# Can Fuster (Canet d'Adri)
Can Fuster és una masia de Canet d'Adri (Gironès) protegida com a bé cultural d'interès local.

## Descripció
És una construcció de planta rectangular amb planta baixa i pis superior. La coberta és de teula àrab a dues vessants, acabada amb un ràfec amb una combinació de doble fila de teules i rajols, les parets són de pedra i morter de calç a les façanes exteriors queden a la vista els carreus que emmarquen les obertures i les cantonades; la porta principal és adovellada amb arc de mig punt i les finestres del primer pis tenen llinda i ampit que descansa sobre carreus i brancals de pedra. En un dels laterals de la masia es conserven dos contraforts de petites dimensions. Destaquen les inscripcions cisellades de les llindes de la finestra que es troba sobre de la porta principal i d'una finestra lateral: 1510 i 1683.